# Victor Mauvais
Félix-Victor Mauvais, född den 7 mars 1809 Maîche (departementet Doubs), död den 22 mars 1854 i Paris, var en fransk astronom.
År 1836 kom Mauvais till Observatoire de Paris som studentastronom. Han arbetade med meteorologiska uppgifter vid Bureau des Longitudes 1843–1854. Han invaldes i Académie des Sciences 1843. Samma år tilldelades Mauvais Lalandepriset för upptäckten av kometen C/1843 J1. Han upptäckte även kometerna C/1844 N1 och C/1847 N1. Inom politiken var han vänsterledamot av nationalförsamlingen 1848–1849. Den 2 mars 1854 skildes observatoriet och Bureau des Longitudes åt, vilket tvingade Mauvais att lämna sistnämnda institution. Detta tog honom så hårt att han blev sjuk och begick självmord några veckor senare.